# Les Filles de joie
Cet article possède des paronymes, voir Fille de joie et Les Fils de joie.
Ne doit pas être confondu avec Filles de joie (film).
Les Filles de joie (Harlots) est une série télévisée britannico-américaine en 24 épisodes d'environ 45 minutes créée par Alison Newman et Moira Buffini, fondée sur le livre The Covent Garden Ladies de l'historienne Hallie Rubenhold. Elle a été diffusée entre le 27 mars 2017 et le 28 août 2019 sur ITV Encore et deux jours plus tard sur Hulu.
Au Québec, elle est disponible depuis le 5 septembre 2019 sur ICI TOU.TV.

## Synopsis
1763, Londres. La ville est en plein essor. Les seules chances pour une femme d'améliorer sa situation sont le mariage et la prostitution. Il y a plusieurs années, Margaret Wells a quitté Lydia Quigley, une maquerelle réputée de Soho dont elle était une « fille », pour diriger sa maison close dans Greek Street. Une rivalité s'installe entre Margaret, désireuse de tenir un établissement renommé, et Lydia, qui compte bien rester la coqueluche de la bonne société georgienne.

## Distribution
- Samantha Morton (VFB : Fabienne Loriaux) : Margaret Wells
- Lesley Manville (VFB : Francine Laffineuse) : Lydia Quigley
- Jessica Brown Findlay : Charlotte Wells
- Eloise Smyth (VFB : Lise Leclercq) : Lucy Wells
- Dorothy Atkinson (en) : Florence Scanwell
- Pippa Bennett-Warner (en) : Harriet Lennox
- Kate Fleetwood (VFB : Béatrice Didier) : Nancy Birch
- Holli Dempsey (en) (VFB : Sophie Frison) : Emily Lacey
- Ellie Heydon (VFB : Helena Coppejans)  : Anne Pettifer
- Bronwyn James : Fanny Lambert
- Douggie McMeekin : Charles Quigley
- Ben Lambert : Lord Fallon (saisons 1 et 2)
- Edward Hogg : Thomas Haxby (saison 1)
- Richard McCabe : Justice Cunliffe (saison 1)
- Danny Sapani : William North
- Hugh Skinner : sir George Howard (saison 1)
- Jordon Stevens (VFB : Sandrine Henry) : Amelia Scanwell (saisons 1 et 2)
- Sebastian Armesto : Josiah Hunt (saison 2)
- Liv Tyler : lady Isabella Fitzwilliam (saison 2 et 3)
- Julian Rhind-Tutt : Harcourt Fitzwilliam, marquis de Blayne (saisons 2 et 3)
- Anna Calder-Marshall (en) : Mrs May (saisons 2 et 3)
- Daisy Head (en) : Kate Bottomley (saison 3)

## Production
Le projet a débuté en mai 2016.
Le 27 juillet 2017, elle a été renouvelée pour une deuxième saison.
Le 24 septembre 2018, elle a été renouvelée pour une troisième saison.
La série est annulée le 10 juin 2020.

## Épisodes
Les épisodes, sans titre, sont numérotés de un à huit pour chacune des trois saisons.
Sur Hulu, la deuxième saison a été diffusée à partir du 11 juillet 2018, et la troisième à partir du 10 juillet 2019.